# روژه کنول
روژه کنول (فرانسوی: Roger Quenolle‎; ۱۹ ژوئیهٔ ۱۹۲۵ – ۱۳ ژوئیهٔ ۲۰۰۴) بازیکن فوتبال اهل فرانسه بود.
از باشگاه‌هایی که در آن بازی کرده‌است می‌توان به باشگاه فوتبال استراسبورگ و باشگاه فوتبال پاری سن ژرمن اشاره کرد.
وی همچنین در تیم ملی فوتبال فرانسه بازی کرده‌است.